# Калымбетов, Абиль Арынович
Абиль Арынович Калымбетов (1949 — 28 января 2013) — советский футболист, казахстанский футбольный тренер.

## Карьера
До появления в Кызылорде команды мастеров выступал на первенство города за «Спартак». Все 22 сезона Калымбетов провёл в единственной команде Кызылорды (названия клуба менялись: «Волна», «Автомобилист», «Орбита», «Мелиоратор», ныне — «Кайсар»), сыграв при этом ровно 650 матчей в классе «Б» и второй лиге. Первоначально играл на позиции крайнего защитника, затем выступал на позиции свободного защитника.
Выступал за сборную Казахской ССР.
Калымбетова приглашали в команды высшей и первой лиг: алматинский «Кайрат» и ташкентский «Пахтакор». Закончив играть, в возрасте 41 года, он начал работать в структуре клуба «Кайсар» и оставался спортивным директором. Всего проработал в клубе на руководящих должностях 13 лет.